# لورن رئال
لورن رئال (انگلیسی: Laurens Reael; ۲۲ اکتبر ۱۵۸۳ – ۲۱ اکتبر ۱۶۳۷) یا لورنس رئال سیاست‌مدار اهل هلند بود. او کارمند شرکت هلندی هند شرقی، فرماندار کل هند شرقی هلند از سال ۱۶۱۶ تا ۱۶۱۹ و دریادار نیروی دریایی جمهوری هلند از سال ۱۶۲۵ تا ۱۶۲۷ بود. لورنس رئال پسر لورن جاکوبز رئال، تاجر اهل آمستردام بود لورنجوان از استعداد جشمگیر در حوزه مسائل علمی برخوردار بود، در ریاضیات و زبانها بیگانه استعداد خوبی داشت. وی تحصیلات خود را در رشته حقوق در لیدن انجام داد و در آنجا در خانه ژاکوبوس آرمینیوس که در سال ۱۵۹۰ با خواهر بزرگتر او ازدواج کرده بود زندگی می‌کرد.